# 이마니시 하지메
이마니시 하지메(일본어: 今西 一, 1948년 11월 8일~2022년 1월 6일)는 일본의 역사가이다. 오타루 상과대학의 명예교수이며, 주 연구 분야는 일본근대사와 일본경제사이다. 일본 부라쿠민 문제에 대해서 적극적으로 참여했으며, 사할린·사타시 역사 연구회의 부회장을 역임했다.1996년부터 1997년까지 충남대학교 교환교수, 2001년부터 2002년까지 충남대학교 객원교수로 재직했다.

## 저서
- 『근대 일본 성립기의 민중운동』(가시와 서방 , 1991년)
- 『근대 일본의 차별과 촌락』(오야마카쿠, 1993년)
- 『근대 일본의 차별과 성문화』(오야마카쿠, 1998년)
- “미디어 도시·교토의 탄생”(오야마카쿠, 1999년)
- 『국민국가와 마이너리티』(일본경제평론사, 2000년)
- 「문명 개화와 차별」(요시카와 히로후미칸, 2001년)
- 『유녀의 사회사』(유시사, 2007년)
- 『근대 일본의 지역사회』(일본 경제평론사, 2009년)